# Атака (партия)

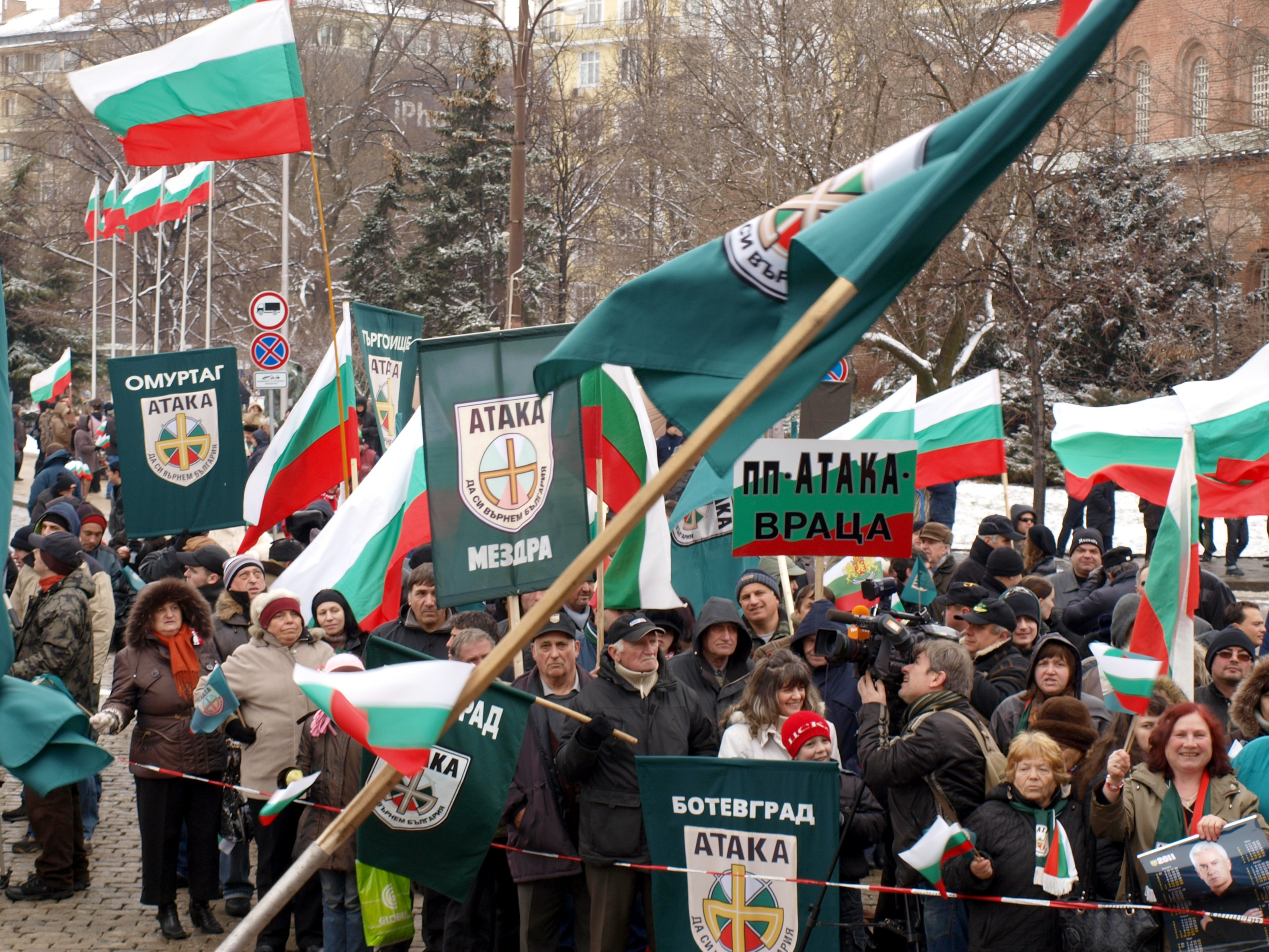
Митинг партии «Атака» на площади Александра Невского в Софии, 3 марта 2011 года

Атака (болг. Атака) — болгарская националистическая партия, основанная Воленом Сидеровым в 2005 году — в то время ведущим телепередачи «Атака» на телеканале СКАТ. На учредительном съезде присутствовало 500 делегатов. Различными экспертами считается как ультраправой, так и даже право-левой, хотя руководство называет в первую очередь партию болгарской, а не склонной к какому-то политическому крылу.

## Структура партии
Высший орган — национальный сбор (болг. национален сбор), между национальными сборами — центральный сбор (болг. централен сбор), высшие органы общинных организаций — общинные собрания (болг. общинско събрание), между общинными собраниями — общинные сборы (болг. общински сбор).

## Идеология партии

### Краткая
«Атака» является националистической партией, отрицая свою склонность к левым или правым движениям. Официально она позиционируется как ультранационалистическая с элементами расизма и ксенофобии (особенно антисемитизма, цыганофобии, исламофобии и тюркофобии). В своё время партия выдвинула 20 пунктов требований радикальных перемен и изменения конституции.
В числе основных требований партии выдвигаются чаще всего следующие:
- национализация всех частных компаний[7];
- усиление финансирования в сфере образования, здравоохранения и социального обеспечения[7];
- выход Болгарии из блока НАТО[1], отказ от членства в Евросоюзе в случае сохранения политики «двойных стандартов» ЕС;
- борьба с последствиями глобализации;
- признание православия как официальной религии и поддержка Болгарской православной церкви[3]
- восстановление хороших отношений с Российской Федерацией.

### 20 пунктов партии «Атака»
1. Болгария — однонациональное, монолитное государство, не подлежащее разделению ни по одному из следующих признаков: веры, этноса, культуры. Различия в происхождении и религиозной вере не могут быть важнее, чем национальная принадлежность. Каждый, кто поступает таким образом, сам отделяется от болгарской нации и государства и не может выдвигать никаких претензий к ним.
2. Официальный язык в Болгарии — болгарский. Национальные СМИ, финансируемые из государственного бюджета, не могут вещать на другом языке. Запрет этнических партий и сепаратистских организаций и чёткие санкции против них.
3. Строгие санкции за поругание болгарских национальных святынь и хулу против Болгарии.
4. Здравоохранение, социальное обеспечение, образование, духовное и материальное процветание болгарской нации являются приоритетом номер один для государственной власти. Они ставятся выше участия страны в политических, военных и других международных союзах.
5. Болгарское государство должно обеспечить здравоохранение, социальное обеспечение и условия духовного и материального процветания всем болгарам, всеми средствами государственной власти.
6. Каждый болгарский инвестор, предприниматель и производитель пользуется преимуществом перед любым иностранным, пока болгарский стандарт жизни не сравняется со среднеевропейским. Производство, торговля и банковское дело в Болгарии должны находиться в руках болгар.
7. Налоги и доходы в Болгарии должны соответствовать возможностям и потребностям болгарского населения, а не требованиям Международного Валютного Фонда и Мирового Банка.
8. Сделки по приватизации подлежат ревизии.
9. Болгарский бизнес, как государственный, так и частный, поддерживается государством внутри и вне его границ.
10. Генеральный пересмотр бюджетной схемы и перераспределение бюджета на пользу болгарских граждан, а не управленческой верхушки. Сокращение администрации.
11. Программа прекращения демографического спада среди болгар.
12. Немедленный вывод болгарских войск из Ирака[13].
13. Выход из НАТО. Неучастие в военных блоках. Полный нейтралитет. Никаких иностранных военных баз на территории Болгарии.
14. Референдум по всем важным вопросам, которые касаются образа жизни больше чем 10 % нации.
15. Болгарские сельскохозяйственные территории не продаются иностранцам ни в коем случае.
16. Пересмотр закрытых глав в договорах по присоединению к Европейскому союзу и изменение невыгодных для Болгарии условий. Отмена договора по закрытию АЭС «Козлодуй».
17. Прекращение зависимости Болгарии от Международного Валютного Фонда и Мирового Банка.
18. Проведение операции «Чистые руки». Расследование в отношении разбогатевших криминальным путём и всех сделок с участием политиков, а также сделок по внешнему долгу Болгарии.
19. Конфискация незаконно приобретённого имущества и создание на основе полученных средств фонда для бесплатного медицинского обслуживания. Правовая формулировка понятия «национальное предательство». Суд для национальных предателей.
20. Установление законом минимальной оплаты труда — почасовой платы, соответствующей среднеевропейской.

## Участие в выборах
| год  | выборы                          | голоса  | %      | результат                                |
| ---- | ------------------------------- | ------- | ------ | ---------------------------------------- |
| 2005 | Народное собрание Болгарии      | 296 848 | 8,14   | 21 из 240 мест в НС                      |
| 2006 | Президент Болгарии — первый тур | 597 175 | 21,486 | Волен Сидеров, баллотировался            |
| 2006 | Президент Болгарии — второй тур | 649 387 | 24,052 | Волен Сидеров проиграл Георгию Пырванову |
| 2007 | Европейский парламент           | 275 237 | 14,20  | 3 из 18 мест, полагающихся Болгарии в ЕП |
| 2009 | Европейский парламент           | 308 052 | 11,96  | 2 из 17 мест, полагающихся Болгарии в ЕП |
| 2009 | Народное собрание Болгарии      | 395 656 | 9,36   | 21 из 240 мест в НС                      |
| 2011 | Президентские                   | 122 466 | 3,64   | Волен Сидеров не вышел во второй тур     |
| 2013 | Народное собрание Болгарии      | 258 481 | 7,30   | 23 из 240 мест в НС                      |
| 2014 | Европейский парламент           | 66 210  | 2,957  | не получила место в ЕП                   |